# 烏利亞尼夫卡 (曼基夫卡區)
49°7′44″N 30°29′20″E / 49.12889°N 30.48889°E
烏利亞尼夫卡（烏克蘭語：Улянівка）是位於烏克蘭中部的村莊，由切爾卡瑟州烏曼區的布基市鎮負責管轄。該村始建於1900年，面積0.92平方公里，海拔高度218米，2001年人口162，人口密度每平方公里175.4人。